# Pseudoterpna porracearia
Pseudoterpna porracearia là một loài bướm đêm trong họ Geometridae.